# Парламентські вибори в Україні 2014
Парламентські вибори в Україні 2014 — позачергові вибори народних депутатів Верховної Ради України, що відбулися 26 жовтня 2014 року відповідно до ст. 90 Конституції України.
Законом «Про вибори народних депутатів України» було встановлено 5%-ий прохідний бар'єр і змішану систему: 225 депутатів обираються в загальнодержавному багатомандатному окрузі за виборчими списками від політичних партій, а інші 225 — за мажоритарною системою в одномандатних округах.

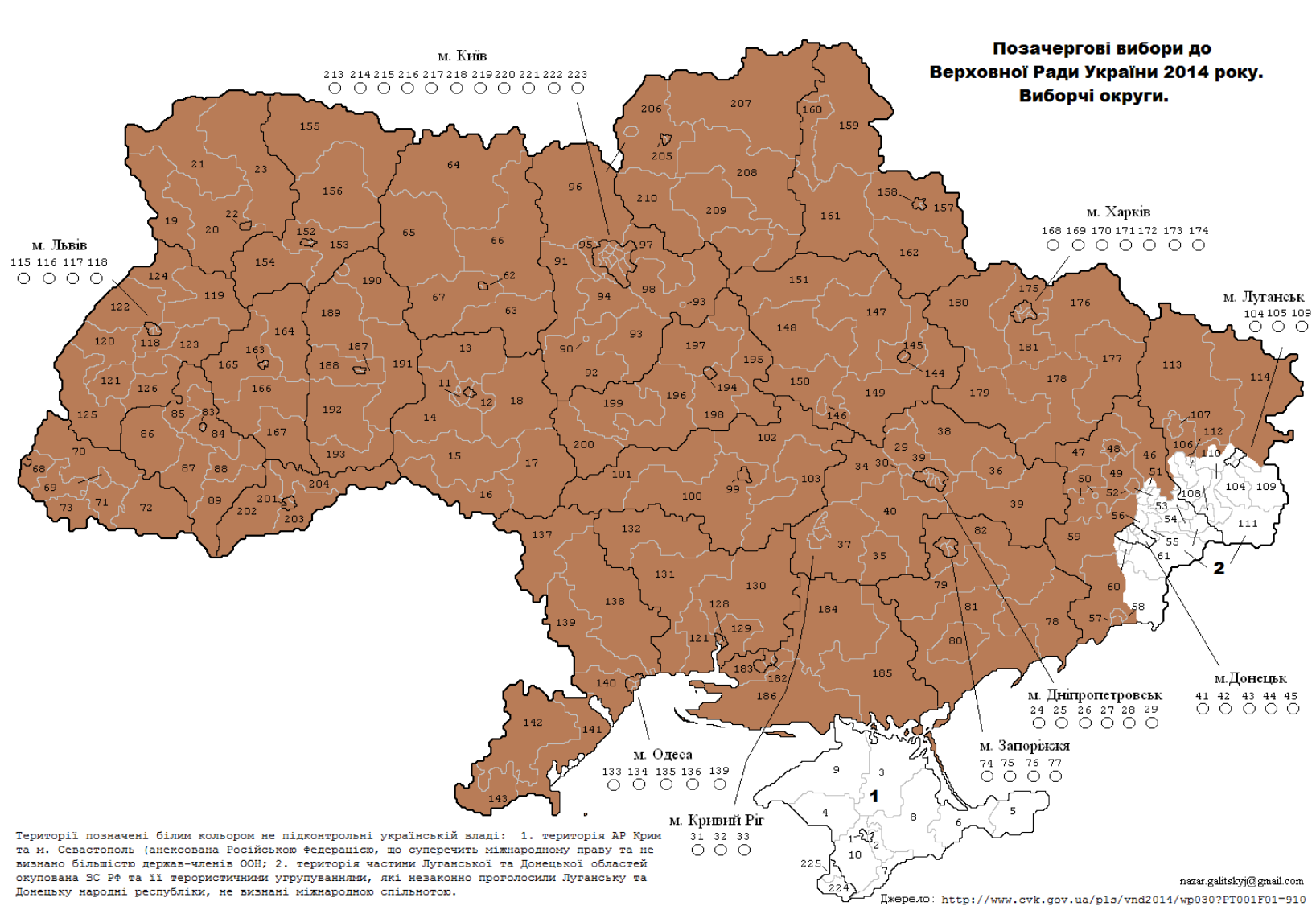
Карта виборчих округів.

Відповідно до частини п'ятої статті 8 закону «Про забезпечення прав і свобод громадян та правовий режим на тимчасово окупованій території України» вибори на території Автономної Республіки Крим (округи 1-10) і Севастополя (округи 224, 225) не проводилися. Також не відбулися вибори в 9 округах Донецької (41-44, 51, 54-56, 61) і 6 округах Луганської (104, 105, 108–111) областей.

## Учасники виборів

### Участь чинних народних депутатів
З чинних депутатів Верховної Ради сьомого скликання 302 виявили бажання балотуватись на майбутніх парламентських виборах. Чинні депутати сьомого скликання фігурували у списках 9 партій, які подали заявку до ЦВК. Найбільше депутатів у списку «Блоку Петра Порошенка» — 42, «Батьківщини» — 26, «Свободи» — 23. 149 чинних на той час парламентарів балотувалися як мажоритарники, з них 100 йшли на вибори як самовисуванці, а 49 — як кандидати від різних партій.

### Партії-учасники
Участь у виборах у багатомандатному окрузі взяли 29 партій:
| №  | Партія                                                      | К-ть кандидатів |
| -- | ----------------------------------------------------------- | --------------- |
| 1  | Радикальна партія Олега Ляшка                               | 215             |
| 2  | Солідарність жінок України                                  | 61              |
| 3  | Інтернет партія України                                     | 17              |
| 4  | Опозиційний блок                                            | 194             |
| 5  | Народний фронт                                              | 221             |
| 6  | 5.10                                                        | 173             |
| 7  | Всеукраїнське аграрне об'єднання «Заступ»                   | 183             |
| 8  | Відродження                                                 | 89              |
| 9  | Нова політика                                               | 36              |
| 10 | Єдина країна                                                | 27              |
| 11 | Сила людей                                                  | 37              |
| 12 | Всеукраїнське об'єднання «Свобода»                          | 206             |
| 13 | Національна демократична партія України                     | 14              |
| 14 | Комуністична партія України                                 | 204             |
| 15 | Об'єднання «Самопоміч»                                      | 60              |
| 16 | Всеукраїнське політичне об'єднання «Україна — єдина країна» | 92              |
| 17 | Правий сектор                                               | 32              |
| 18 | Україна майбутнього                                         | 51              |
| 19 | Ліберальна партія України                                   | 81              |
| 20 | Партія зелених України                                      | 52              |
| 21 | Українська партія «Зелена планета»                          | 98              |
| 22 | Блок Петра Порошенка                                        | 193             |
| 23 | Сила і честь                                                | 72              |
| 24 | Конгрес українських націоналістів                           | 4               |
| 25 | Сильна Україна                                              | 201             |
| 26 | Всеукраїнське об'єднання «Батьківщина»                      | 212             |
| 27 | Громадянська позиція                                        | 146             |
| 28 | Блок лівих сил України                                      | 109             |
| 29 | Громадянський рух України                                   | 34              |

### Списки партій
1. Арсеній Яценюк
2. Тетяна Чорновол
3. Олександр Турчинов
4. Андрій Парубій
5. Андрій Тетерук
6. Арсен Аваков
7. Вікторія Сюмар
8. В'ячеслав Кириленко
9. Лілія Гриневич
10. Юрій Береза

1. Віталій Кличко
2. Юрій Луценко
3. Ольга Богомолець
4. Володимир Гройсман
5. Мустафа Джемілєв
6. Юлій Мамчур
7. Марія Матіос
8. Микола Томенко
9. Ірина Геращенко
10. Віталій Ковальчук

1. Ганна Гопко
2. Семен Семенченко
3. Олексій Скрипник
4. Оксана Сироїд
5. Віктор Кривенко
6. Ірина Суслова
7. Павло Кишкар
8. Альона Бабак
9. Олександр Данченко
10. Наталія Веселова

1. Юрій Бойко
2. Олександр Вілкул
3. Михайло Добкін
4. Вадим Рабинович
5. Олексій Білий
6. Сергій Ларін
7. Нестор Шуфрич
8. Наталя Королевська
9. Тетяна Бахтєєва
10. Микола Скорик

1. Олег Ляшко
2. Андрій Лозовий
3. Сергій Мельничук
4. Інна Бордюг
5. Юрій-Богдан Шухевич
6. Ігор Попов
7. Артем Вітко
8. Валерій Вощевський
9. Ігор Мосійчук
10. Віктор Галасюк

1. Надія Савченко
2. Юлія Тимошенко
3. Ігор Луценко
4. Сергій Соболєв
5. Альона Шкрум
6. Вадим Івченко
7. Григорій Немиря
8. Іван Крулько
9. Олексій Рябчин
10. Ігор Жданов

1. Олег Тягнибок
2. Руслан Кошулинський
3. Олександр Сич
4. Богдан Бенюк
5. Олексій Миргородський
6. Анатолій Вітів
7. Олександр Мирний
8. Андрій Мохник
9. Олег Панькевич
10. Ігор Мірошниченко

1. Петро Симоненко
2. Адам Мартинюк
3. Катерина Самойлик
4. Василь Сіренко
5. Петро Цибенко
6. Ігор Алексєєв
7. Сергій Гордієнко
8. Євген Мармазов
9. Спірідон Кілінкаров
10. Сергій Храпов

1. Сергій Тігіпко
2. Валерій Хорошковський
3. Світлана Фабрикант
4. Андрій Гамов
5. Ігор Мазепа
6. Євгеній Жадан
7. Лариса Мельничук
8. Вадим Гуржос
9. Олександр Волков
10. Олег Шаблатович

1. Анатолій Гриценко
2. Василь Гацько
3. Марина Соловйова
4. Олег Дерев'янко
5. Віталій Шабунін
6. Петро Ландяк
7. Тарас Стецьків
8. Анатолій Забарило
9. Іван Апаршин
10. Олег Канівець

1. Віра Ульянченко
2. Геннадій Новіков
3. Олександра Шереметьєва
4. Володимир Хоменко
5. Ірина Синявська
6. Людмила Гончарова
7. Олена Шарова
8. Іван Борисенко
9. Володимир Землянкін
10. Леся Сингаївська

1. Андрій Тарасенко
2. Олена Білозерська
3. Олег Мікац
4. Андрій Стемпіцький
5. Ростислав Винар
6. Валерій Воронов
7. Олена Карпюк
8. Валерій Чоботар
9. Тарас Керницький
10. Петро Іванишин

## Законодавчі та соціальні зміни
Після парламентських виборів 2012 року, суттєві зміни до виборчого законодавства не вносилися, але було відновлено Конституцію 22 лютого 2014 року за редакцією 2004 року, і таким чином після розпаду коаліції 24 липня 2014 року, через місяць була визначена нова дата проведення виборів.
Під час наради Президента України Петра Порошенка, Голови Верховної Ради України Олександра Турчинова та Прем'єр-міністра України Арсенія Яценюка з головами депутатських фракцій і груп 31 липня 2014 було обговорено проведення дострокових парламентських виборів у 2014 році. З огляду на ухвалення Парламентом закону про внесення змін до Державного бюджету на поточний рік, суттєве скорочення бюджетних видатків учасники зустрічі дійшли згоди щодо необхідності здешевлення виборчих процедур і зменшення у зв'язку з цим терміну проведення виборчої кампанії з 60 до 45 днів. Було досягнуто домовленості щодо підготовки узгодженого проекту змін до виборчого закону. Домовилися також про проведення консультацій з приводу запровадження пропорційної виборчої системи з відкритими виборчими списками, відновлення виборчих блоків як суб'єктів виборчого процесу та щодо інших виборчих процедур. Проте жодна з цих змін не знайшла підтримки в парламенті. Тож вибори пройшли за старим законом.
За 5 днів до дня голосування (до 20 жовтня включно) виборці у місцевому відділі ведення Державного реєстру виборців могли тимчасово змінити свою виборчу адресу, зокрема, це в першу чергу стосувалось внутрішньо переміщених осіб з Автономної Республіки Крим, Донецької та Луганської областей, для яких цей механізм був максимально спрощений.

## Перебіг голосування

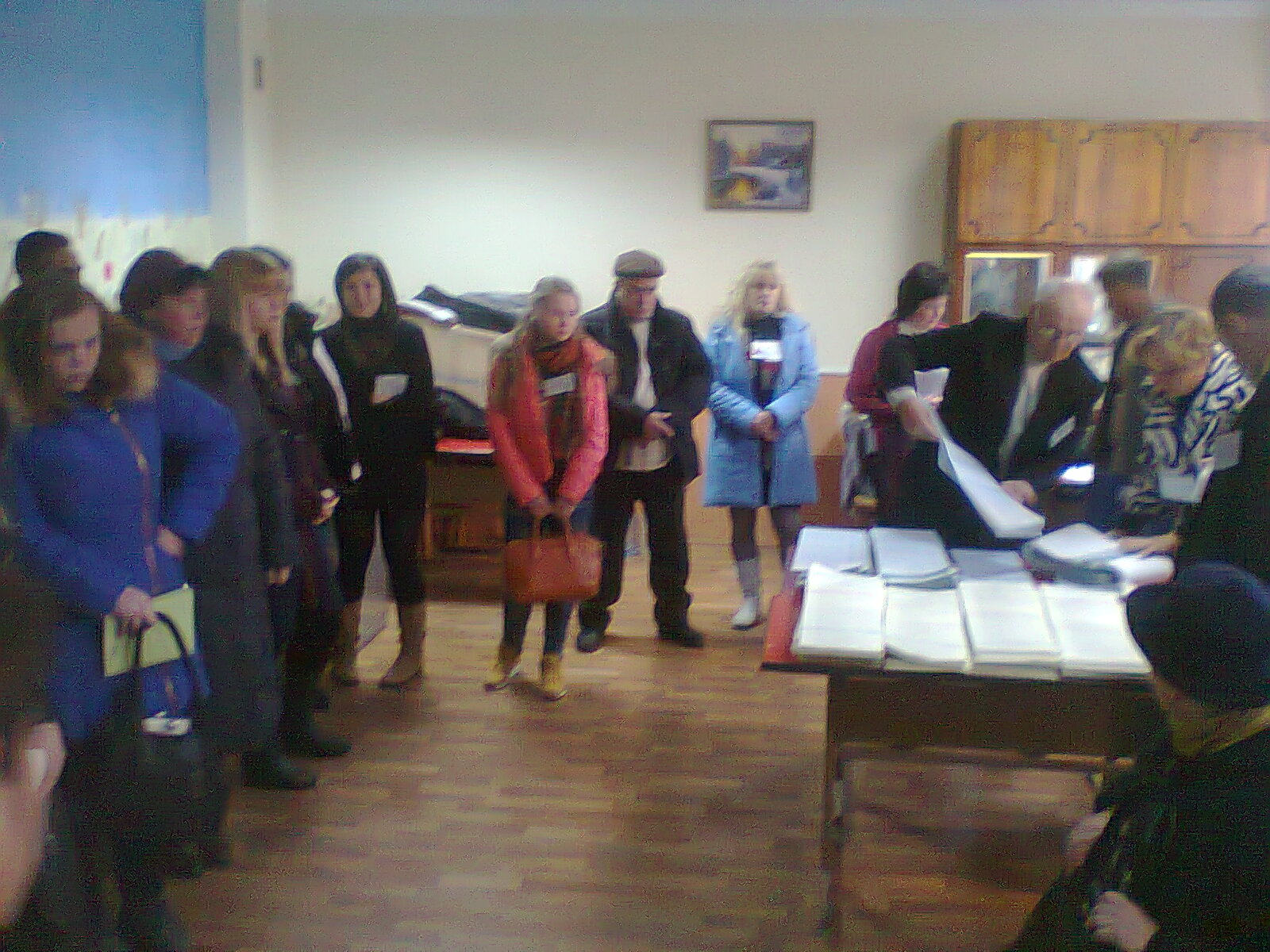
Засідання дільничної виборчої комісії перед початком голосування

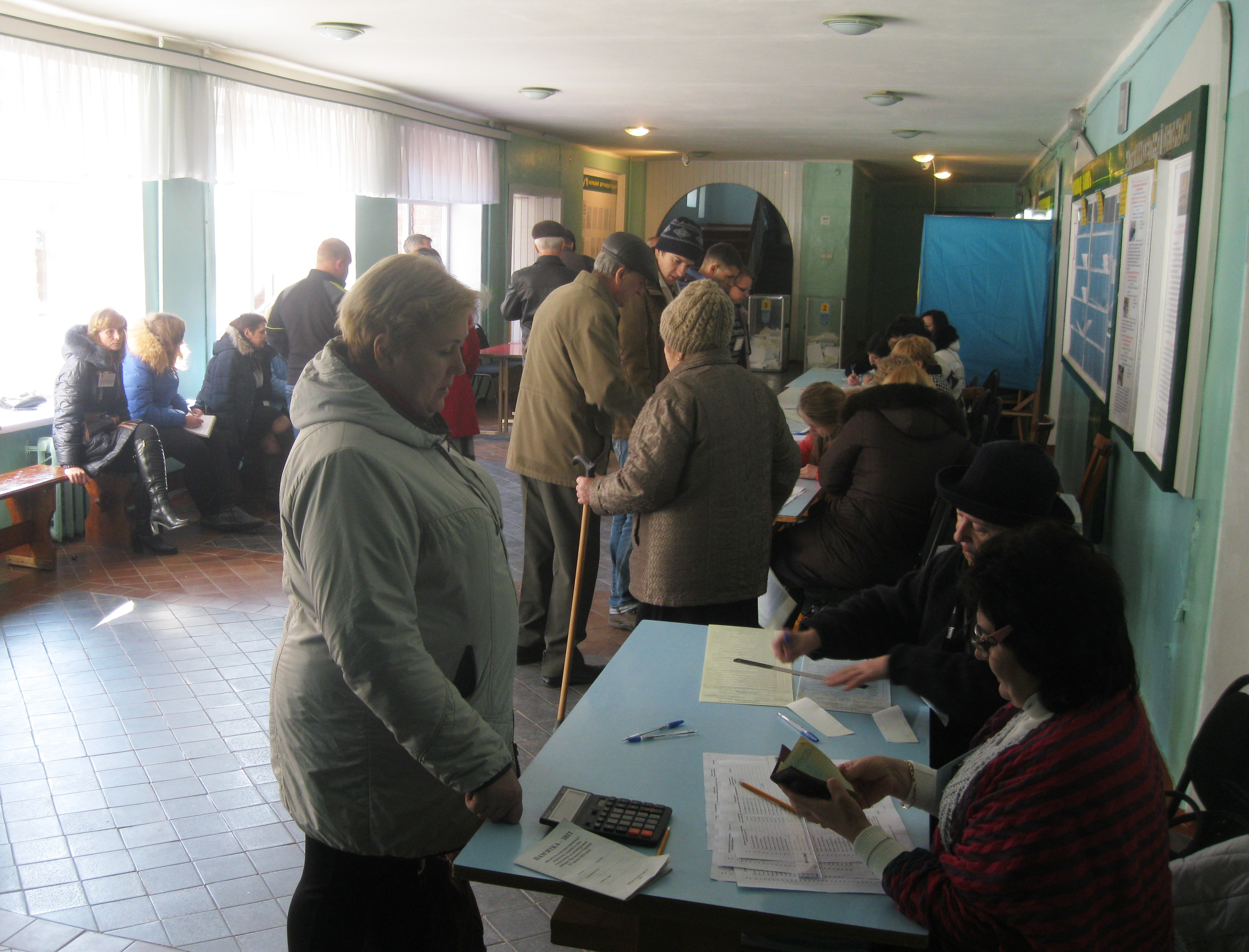
Голосування на дільниці у Білій Церкві

Голосування в Україні проходило загалом спокійно, без серйозних порушень чи ексцесів. Виявлені спостерігачами в день голосування порушення не носили системного і спланованого характеру та за своїми наслідками не могли суттєво вплинути на результати волевиявлення.
На деяких дільницях було зафіксовано спроби зриву голосування, особливо це стосується прифронтових округів Донецької і Луганської областей, деякі виборчі дільниця яких зазнавали обстрілів з боку російських озброєних формувань.
На 21-шу годину дня виборів до органів внутрішніх справ надійшло 597 повідомлень про події, пов'язані з виборчим процесом. Найбільше в місті Київ — 92.
Було отримано 51 повідомлення про підкуп виборців (найбільше в Одеській області — 10), 68 -розповсюдження агітаційних матеріалів (найбільше в Дніпропетровській області — 9); 33 -пошкодження бюлетенів (найбільше в місті Києві — 11); 22 — розповсюдження неправдивих відомостей; 20 — повідомлень про замінування. Найбільше фальшивих повідомлень про мінування було у Миколаєві — 7.

### Спостереження за виборами
У ЦВК було зареєстровано 2321 міжнародний спостерігач. Із загального числа спостерігачів 304 представляло 21 іноземну державу, а 2017 — 20 міжнародних організацій. Найбільша кількість спостерігачів було зареєстровано від найбільш відомої спостережної організації ОБСЄ — 769, європейська мережа ENEMO — 242 людини, Світовий конгрес українців — 227. Серед країн найбільше спостерігачів прислала Польща — 112 осіб; від Данії та Німеччини в Україну було направлено 24 офіційних спостерігачів. Спостерігачами були також представники Міжнародної комісії з прав людини, яких очолив генеральний секретар IHRC — Рафал Марцин Васик.

## Явка

Явка на виборах станом на 12:00

Явка на виборах станом на 16:00

Явка виборців станом на 20:00

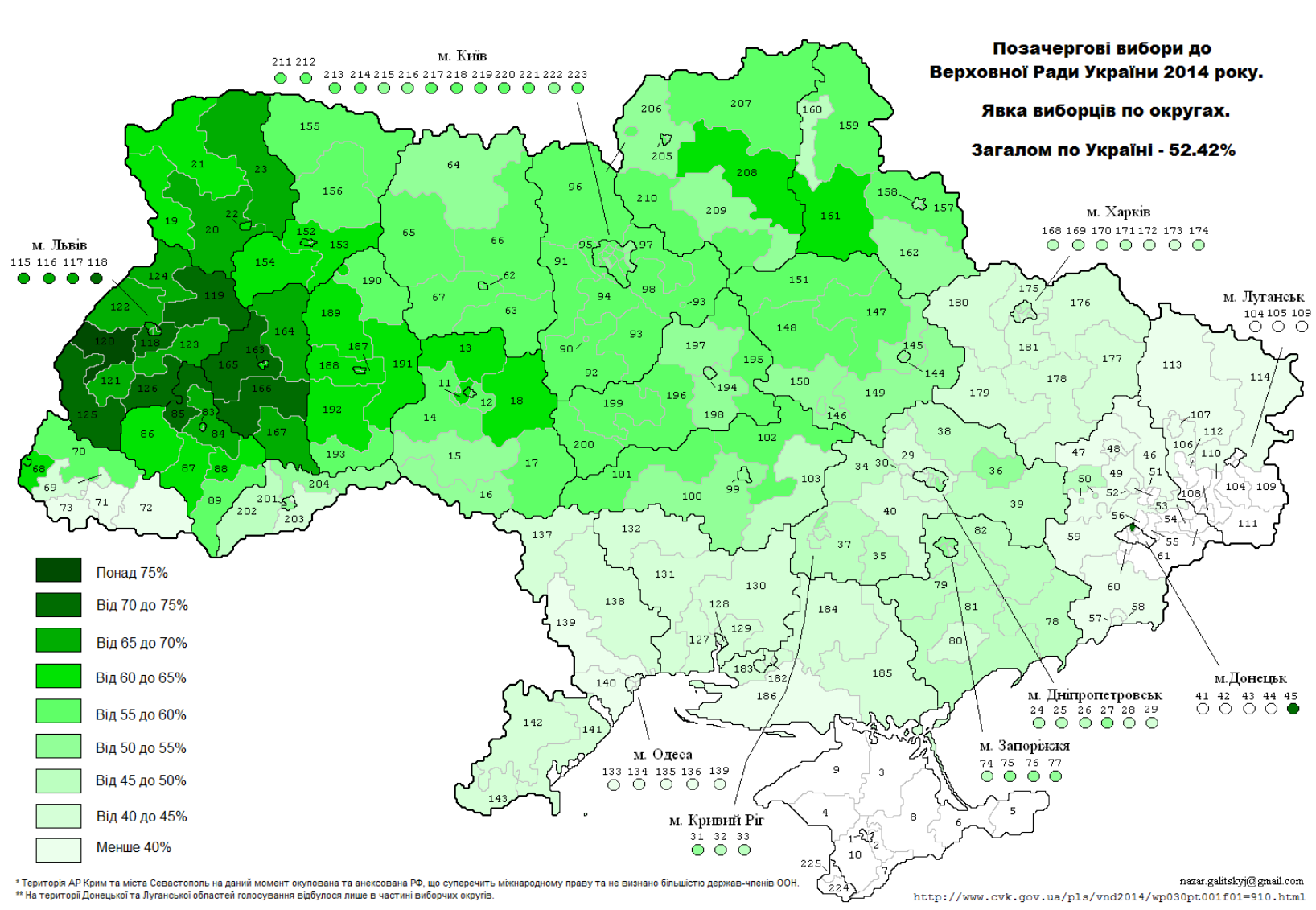
Явка виборців за округами

| Регіон                    | на 12:00 | на 16:00 | на 20:00 |
| ------------------------- | -------- | -------- | -------- |
| Автономна Республіка Крим | -        | -        | -        |
| Вінницька область         | 20,78    | 44,28    | 58.08    |
| Волинська область         | 23,16    | 47,47    | 64.85    |
| Дніпропетровська область  | 19,98    | 37,70    | 47.86    |
| Донецька область          | 14,28    | 25,96    | 32.40    |
| Житомирська область       | 22,80    | 44,57    | 56.67    |
| Закарпатська область      | 12,94    | 33,67    | 44.68    |
| Запорізька область        | 21,50    | 38,29    | 47.19    |
| Івано-Франківська область | 19,40    | 48,12    | 63.73    |
| Київська область          | 24,01    | 45,21    | 57.24    |
| Кіровоградська область    | 26,25    | 44,51    | 53.72    |
| Луганська область         | 15,79    | 24,27    | 32.87    |
| Львівська область         | 19,65    | 49,93    | 70.00    |
| Миколаївська область      | 20,22    | 35,72    | 42.80    |
| Одеська область           | 14,56    | 29,67    | 39.52    |
| Полтавська область        | 22,71    | 43,09    | 54.53    |
| Рівненська область        | 21,17    | 46,62    | 59.59    |
| Сумська область           | 23,68    | 44,34    | 54.64    |
| Тернопільська область     | 19,77    | 47,78    | 68.28    |
| Харківська область        | 18,56    | 35,49    | 45.32    |
| Херсонська область        | 19,58    | 34,23    | 41.36    |
| Хмельницька область       | 23,98    | 47,89    | 60.21    |
| Черкаська область         | 25,84    | 45,46    | 56.05    |
| Чернівецька область       | 16,70    | 36,91    | 48.49    |
| Чернігівська область      | 22,68    | 44,84    | 56.95    |
| м.Київ                    | 21,33    | 42,26    | 55.86    |
| м.Севастополь             | -        | -        | -        |
| Україна                   | 20,33    | 40,69    | 52.42    |

## Результати

### Багатомандатний округ
|                                                                                | Народний фронт                                         | 3 488 114  | 22.14 | Нова    | 64  | 18  | 82 / 450  | Нова |  |  |  |  |  |
|                                                                                | Блок Петра Порошенка                                   | 3 437 521  | 21.82 | Нова    | 63  | 69  | 132 / 450 | Нова |  |  |  |  |  |
|                                                                                | Об'єднання «Самопоміч»                                 | 1 729 271  | 10.97 | Нова    | 32  | 1   | 33 / 450  | Нова |  |  |  |  |  |
|                                                                                | Опозиційний блок                                       | 1 486 203  | 9.43  | Нова    | 27  | 2   | 29 / 450  | Нова |  |  |  |  |  |
|                                                                                | Радикальна партія Олега Ляшка                          | 1 173 131  | 7.44  | ▲ 6.36  | 22  | 0   | 22 / 450  | ▲ 21 |  |  |  |  |  |
|                                                                                | Батьківщина                                            | 894 837    | 5.68  | ▼ 19.86 | 17  | 2   | 19 / 450  | ▼ 82 |  |  |  |  |  |
|                                                                                |                                                        |            |       |         |     |     |           |      |  |  |  |  |  |
|                                                                                | Свобода                                                | 742 022    | 4.71  | ▼ 5.73  | —   | 6   | 6 / 450   | ▼ 31 |  |  |  |  |  |
|                                                                                | Комуністична партія України                            | 611 923    | 3.88  | ▼ 9.30  | —   | —   | —         | ▼ 32 |  |  |  |  |  |
|                                                                                | Сильна Україна                                         | 491 471    | 3.11  | Нова    | —   | 1   | 1 / 450   | Нова |  |  |  |  |  |
|                                                                                | Громадянська позиція                                   | 489 523    | 3.10  | —       | —   | —   | —         | —    |  |  |  |  |  |
|                                                                                | Заступ                                                 | 418 301    | 2.65  | Нова    | —   | 1   | 1 / 450   | Нова |  |  |  |  |  |
|                                                                                | Правий сектор                                          | 284.943    | 1.80  | ▲ 1.72  | —   | 1   | 1 / 450   | ▲ 1  |  |  |  |  |  |
|                                                                                | Солідарність жінок України                             | 105 094    | 0.66  | —       | —   | —   | —         | —    |  |  |  |  |  |
|                                                                                | 5.10                                                   | 67 124     | 0.42  | Нова    | —   | —   | —         | Нова |  |  |  |  |  |
|                                                                                | Інтернет партія України                                | 58 197     | 0.36  | —       | —   | —   | —         | —    |  |  |  |  |  |
|                                                                                | Партія зелених України                                 | 39 636     | 0.25  | ▼ 0.09  | —   | —   | —         | —    |  |  |  |  |  |
|                                                                                | Зелена планета                                         | 37 726     | 0.23  | ▼ 0.11  | —   | —   | —         | —    |  |  |  |  |  |
|                                                                                | Відродження                                            | 31 201     | 0.19  | —       | —   | —   | —         | —    |  |  |  |  |  |
|                                                                                | Єдина країна                                           | 28 145     | 0.17  | —       | —   | —   | —         | —    |  |  |  |  |  |
|                                                                                | Україна — єдина країна                                 | 19 838     | 0.12  | Нова    | —   | —   | —         | Нова |  |  |  |  |  |
|                                                                                | Нова політика                                          | 19 222     | 0.12  | ▲ 0.02  | —   | —   | —         | —    |  |  |  |  |  |
|                                                                                | Сила людей                                             | 17 817     | 0.11  | Нова    | —   | —   | —         | Нова |  |  |  |  |  |
|                                                                                | Україна майбутнього                                    | 14 168     | 0.08  | ▼ 0.10  | —   | —   | —         | —    |  |  |  |  |  |
|                                                                                | Сила і честь                                           | 13 549     | 0.08  | —       | —   | —   | —         | —    |  |  |  |  |  |
|                                                                                | Громадянський рух України                              | 13 000     | 0.08  | —       | —   | —   | —         | —    |  |  |  |  |  |
|                                                                                | Блок лівих сил України                                 | 12 499     | 0.07  | —       | —   | —   | —         | —    |  |  |  |  |  |
|                                                                                | Національна демократична партія України                | 11 826     | 0.07  | —       | —   | —   | —         | —    |  |  |  |  |  |
|                                                                                | Конгрес українських націоналістів                      | 8 976      | 0.05  | —       | —   | —   | —         | —    |  |  |  |  |  |
|                                                                                | Ліберальна партія України                              | 8 523      | 0.05  | ▼ 0.02  | —   | —   | —         | —    |  |  |  |  |  |
|                                                                                | Воля                                                   | —          | —     | —       | —   | 1   | 1 / 450   | Нова |  |  |  |  |  |
|                                                                                | Самовисуванці                                          | —          | —     | —       | —   | 96  | 96 / 450  | ▲ 53 |  |  |  |  |  |
| Всього дійсних голосів                                                         | Всього дійсних голосів                                 | 15 753 826 | 100   |         | 225 | 198 | 423       |      |  |  |  |  |  |
| Бюлетені, визнані недісними                                                    | Бюлетені, визнані недісними                            | 298 402    | 1.86  |         |     |     |           |      |  |  |  |  |  |
| Вакантні місця (округи, де не відбувалося голосування)                         | Вакантні місця (округи, де не відбувалося голосування) |            |       |         |     | 27  | 27 / 450  |      |  |  |  |  |  |
| Всього                                                                         | Всього                                                 | 16 052 228 |       |         | 225 | 225 | 450       |      |  |  |  |  |  |
| Загальна кількість виборців / Явка                                             | Загальна кількість виборців / Явка                     | 30 921 218 | 51.91 |         |     |     |           |      |  |  |  |  |  |
| Джерело: Результати за партійними списками, Результати в одномандатних округах |                                                        |            |       |         |     |     |           |      |  |  |  |  |  |
| Notes: 1. 2. 3.                                                                |                                                        |            |       |         |     |     |           |      |  |  |  |  |  |

Результати в Закордонному виборчому окрузі:

### Одномандатні округи

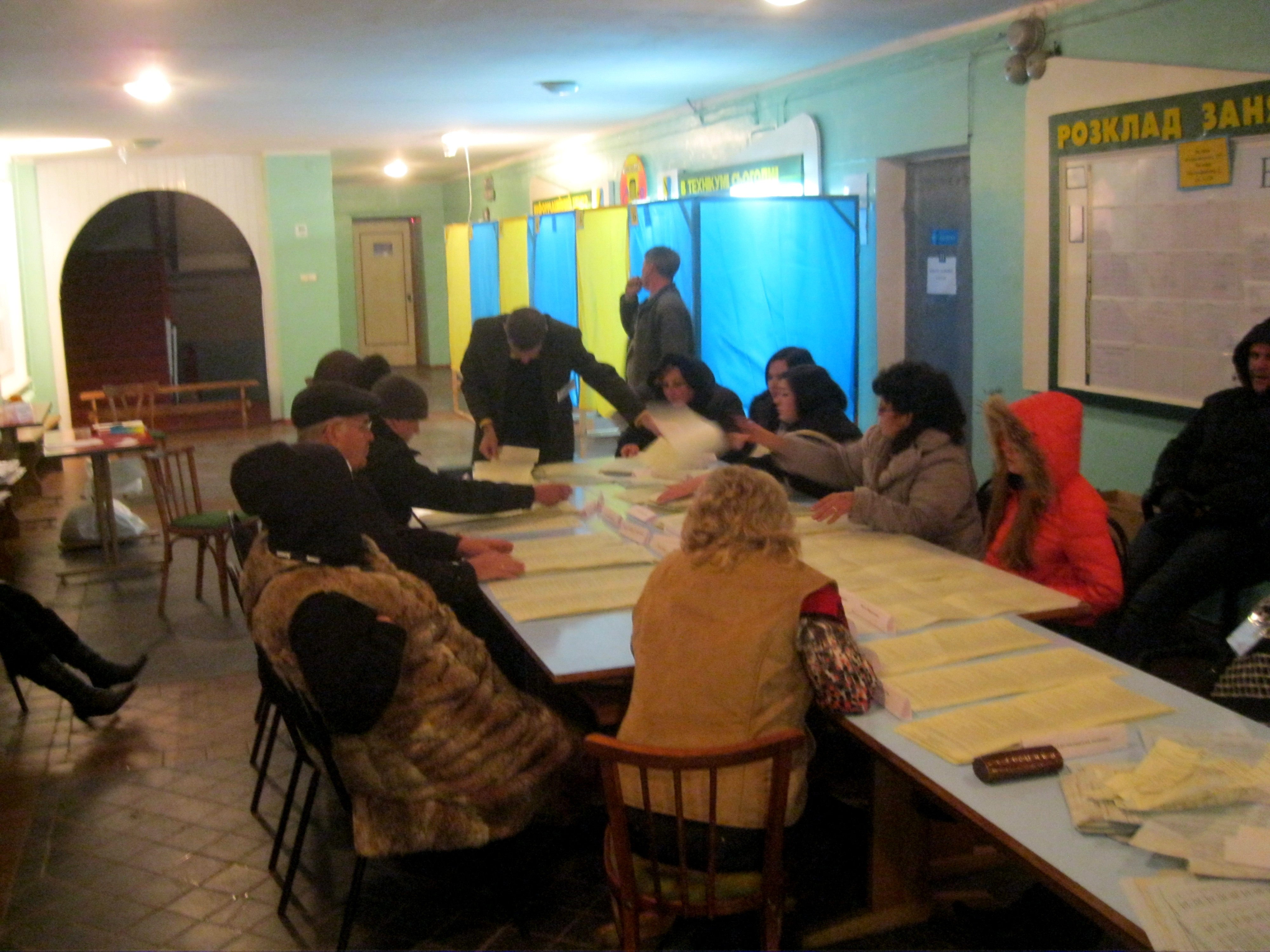
Підрахунок голосів дільничною виборчою комісією

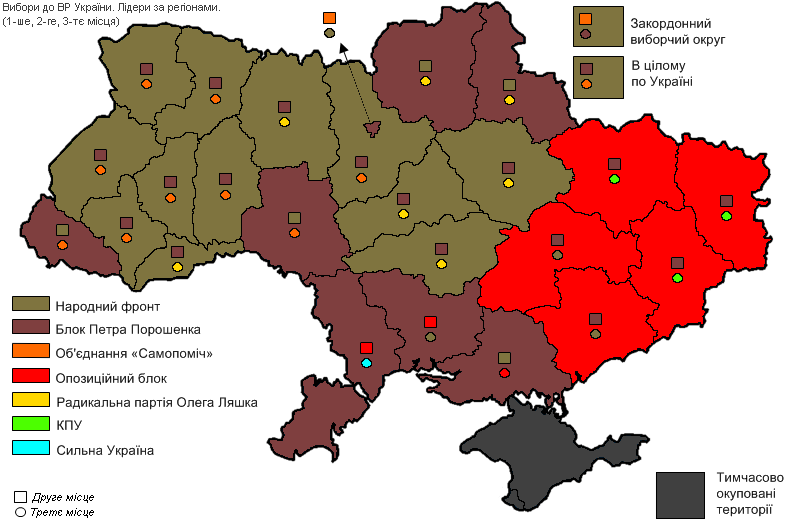
Вибори до ВРУ 2014, лідери за областями

10 листопада ЦВК визнала обраними 196 народних депутатів, 18 листопада і 15 грудня ще по одному:
Вінницька область
- ОВО № 11 Домбровський Олександр Георгійович («Блок Петра Порошенка»)
- ОВО № 12 Порошенко Олексій Петрович («Блок Петра Порошенка»)
- ОВО № 13 Юрчишин Петро Васильович (самовисування)
- ОВО № 14 Мельничук Іван Іванович («Блок Петра Порошенка»)
- ОВО № 15 Спориш Іван Дмитрович («Блок Петра Порошенка»)
- ОВО № 16 Македон Юрій Миколайович (самовисування)
- ОВО № 17 Кучер Микола Іванович (самовисування)
- ОВО № 18 Демчак Руслан Євгенійович («Блок Петра Порошенка»)

Волинська область
- ОВО № 19 Гузь Ігор Володимирович («Народний фронт»)
- ОВО № 20 Мартиняк Сергій Васильович (самовисування)
- ОВО № 21 Івахів Степан Петрович (самовисування)
- ОВО № 22 Лапін Ігор Олександрович (самовисування)
- ОВО № 23 Єремеєв Ігор Миронович («Народний фронт»)

Дніпропетровська область
- ОВО № 24 Безбах Яків Якович (самовисування)
- ОВО № 25 Курячий Максим Павлович («Блок Петра Порошенка»)
- ОВО № 26 Денисенко Андрій Сергійович («Блок Петра Порошенка»)
- ОВО № 27 Філатов Борис Альбертович (самовисування)
- ОВО № 28 Куліченко Іван Іванович («Блок Петра Порошенка»)
- ОВО № 29 Купрій Віталій Миколайович («Блок Петра Порошенка»)
- ОВО № 30 Дубінін Олександр Іванович («Блок Петра Пороше нка»)
- ОВО № 31 Павлов Костянтин Юрійович (самовисування)
- ОВО № 32 Гальченко Андрій Володимирович (самовисування)
- ОВО № 33 Усов Костянтин Глібович («Блок Петра Порошенка»)
- ОВО № 34 Кришин Олег Юрійович (самовисування)
- ОВО № 35 Шипко Андрій Федорович (самовисування)
- ОВО № 36 Мартовицький Артур Володимирович (самовисування)
- ОВО № 37 Шпенов Дмитро Юрійович (самовисування)
- ОВО № 38 Нестеренко Вадим Григорович (самовисування)
- ОВО № 39 Ярош Дмитро Анатолійович («Правий сектор»)
- ОВО № 40 Дідич Валентин Володимирович («Блок Петра Порошенка»)

Донецька область
- ОВО № 45 Звягільський Юхим Леонідович (самовисування)
- ОВО № 46 Клюєв Сергій Петрович (самовисування)
- ОВО № 47 Солод Юрій Васильович («Опозиційний блок»)
- ОВО № 48 Єфімов Максим Вікторович (самовисування)
- ОВО № 49 Омельянович Денис Сергійович (самовисування)
- ОВО № 50 Гєллєр Євгеній Борисович (самовисування)
- ОВО № 52 Шкіря Ігор Миколайович (самовисування)
- ОВО № 53 Недава Олег Анатолійович (самовисування)
- ОВО № 57 Матвієнков Сергій Анатолійович (самовисування)
- ОВО № 58 Тарута Сергій Олексійович (самовисування)
- ОВО № 59 Сажко Сергій Миколайович (самовисування)
- ОВО № 60 Лубінець Дмитро Валерійович («Блок Петра Порошенка»)

Житомирська область
- ОВО № 62 Розенблат Борислав Соломонович («Блок Петра Порошенка»)
- ОВО № 63 Ревега Олександр Васильович (самовисування)
- ОВО № 64 Арешонков Володимир Юрійович («Блок Петра Порошенка»)
- ОВО № 65 Литвин Володимир Михайлович (самовисування)
- ОВО № 66 Дзюблик Павло Володимирович («Народний фронт»)
- ОВО № 67 Развадовський Віктор Йосипович (самовисування)

Закарпатська область
- ОВО № 68 Горват Роберт Іванович («Блок Петра Порошенка»)
- ОВО № 69 Балога Віктор Іванович (самовисування)
- ОВО № 70 Ланьо Михайло Іванович (самовисування)
- ОВО № 71 Балога Павло Іванович (самовисування)
- ОВО № 72 Петьовка Василь Васильович (самовисування)
- ОВО № 73 Балога Іван Іванович (самовисування)

Запорізька область
- ОВО № 74 Сабашук Петро Павлович («Блок Петра Порошенка»)
- ОВО № 75 Артюшенко Ігор Андрійович («Блок Петра Порошенка»)
- ОВО № 76 Фролов Микола Олександрович («Блок Петра Порошенка»)
- ОВО № 77 Богуслаєв Вячеслав Олександрович (самовисування)
- ОВО № 78 Пономарьов Олександр Сергійович (самовисування)
- ОВО № 79 Бандуров Володимир Володимирович (самовисування)
- ОВО № 80 Балицький Євген Віталійович (самовисування)
- ОВО № 81 Валентиров Сергій Васильович (самовисування)
- ОВО № 82 Кривохатько Вадим Вікторович («Блок Петра Порошенка»)

Івано-Франківська область
- ОВО № 83 Шевченко Олександр Леонідович («Блок Петра Порошенка»)
- ОВО № 84 Довбенко Михайло Володимирович («Блок Петра Порошенка»)
- ОВО № 85 Насалик Ігор Степанович («Блок Петра Порошенка»)
- ОВО № 86 Дирів Анатолій Борисович («Народний фронт»)
- ОВО № 87 Дерев'янко Юрій Богданович («Воля»)
- ОВО № 88 Тимошенко Юрій Володимирович («Народний фронт»)
- ОВО № 89 Соловей Юрій Ігорович («Блок Петра Порошенка»)

Київська область
- ОВО № 90 Марченко Олександр Олександрович (ВО «Свобода»)
- ОВО № 91 Сольвар Руслан Миколайович («Блок Петра Порошенка»)
- ОВО № 92 Гудзенко Віталій Іванович («Блок Петра Порошенка»)
- ОВО № 93 Онищенко Олександр Романович (самовисування)
- ОВО № 94 Романюк Віктор Миколайович («Народний фронт»)
- ОВО № 95 Гаврилюк Михайло Віталійович («Народний фронт»)
- ОВО № 96 Москаленко Ярослав Миколайович (самовисування)
- ОВО № 97 Різаненко Павло Олександрович («Блок Петра Порошенка»)
- ОВО № 98 Міщенко Сергій Григорович (самовисування)

Кіровоградська область
- ОВО № 99 Яриніч Костянтин Володимирович («Блок Петра Порошенка»)
- ОВО № 100 Березкін Станіслав Семенович (самовисування)
- ОВО № 101 Поплавський Михайло Михайлович (самовисування)
- ОВО № 102 Довгий Олесь Станіславович (самовисування)
- ОВО № 103 Кузьменко Анатолій Іванович («Блок Петра Порошенка»)

Луганська область
- ОВО № 106 Бакулін Євген Миколайович («Опозиційний блок»)
- ОВО № 107 Дунаєв Сергій Володимирович (самовисування)
- ОВО № 112 Іоффе Юлій Якович (самовисування)
- ОВО № 113 Курило Віталій Семенович (самовисування)
- ОВО № 114 Гарбуз Юрій Григорійович (самовисування)

Львівська область
- ОВО № 115 Добродомов Дмитро Євгенович (самовисування)
- ОВО № 116 Подоляк Ірина Ігорівна («Об'єднання „Самопоміч“»)
- ОВО № 117 Юринець Оксана Василівна («Блок Петра Порошенка»)
- ОВО № 118 Дубневич Богдан Васильович («Блок Петра Порошенка»)
- ОВО № 119 Бондар Михайло Леонтійович («Народний фронт»)
- ОВО № 120 Дубневич Ярослав Васильович («Блок Петра Порошенка»)
- ОВО № 121 Матківський Богдан Миронович (самовисування)
- ОВО № 122 Парасюк Володимир Зіновійович (самовисування)
- ОВО № 123 Батенко Тарас Іванович («Блок Петра Порошенка»)
- ОВО № 124 Мусій Олег Степанович (самовисування)
- ОВО № 125 Лопушанський Андрій Ярославович (самовисування)
- ОВО № 126 Кіт Андрій Богданович («Блок Петра Порошенка»)

Миколаївська область
- ОВО № 127 Козир Борис Юрійович («Блок Петра Порошенка»)
- ОВО № 128 Ільюк Артем Олександрович (самовисування)
- ОВО № 129 Жолобецький Олександр Олександрович («Блок Петра Порошенка»)
- ОВО № 130 Вадатурський Андрій Олексійович («Блок Петра Порошенка»)
- ОВО № 131 Лівік Олександр Петрович («Блок Петра Порошенка»)
- ОВО № 132 Корнацький Аркадій Олексійович («Блок Петра Порошенка»)

Одеська область
- ОВО № 133 Матвійчук Едуард Леонідович (самовисування)
- ОВО № 134 Чекіта Геннадій Леонідович («Блок Петра Порошенка»)
- ОВО № 135 Ківалов Сергій Васильович (самовисування)
- ОВО № 136 Голубов Дмитро Іванович («Блок Петра Порошенка»)
- ОВО № 137 Клімов Леонід Михайлович (самовисування)
- ОВО № 138 Фурсін Іван Геннадійович (самовисування)
- ОВО № 139 Пресман Олександр Семенович (самовисування)
- ОВО № 140 Гуляєв Василь Олександрович (самовисування)
- ОВО № 141 Барвіненко Віталій Дмитрович (самовисування)
- ОВО № 142 Кіссе Антон Іванович (самовисування)
- ОВО № 143 Урбанський Олександр Ігорович (партія Сергія Тігіпка «Сильна Україна»)

Полтавська область
- ОВО № 144 Каплін Сергій Миколайович («Блок Петра Порошенка»)
- ОВО № 145 Бублик Юрій Васильович (ВО «Свобода»)
- ОВО № 146 Шаповалов Юрій Анатолійович (самовисування)
- ОВО № 147 Кулініч Олег Іванович (самовисування)
- ОВО № 148 Іщейкін Костянтин Євгенович («Блок Петра Порошенка»)
- ОВО № 149 Река Андрій Олександрович («Народний фронт»)
- ОВО № 150 Жеваго Костянтин Валентинович (самовисування)
- ОВО № 151 Кутовий Тарас Вікторович («Блок Петра Порошенка»)

Рівненська область
- ОВО № 152 Осуховський Олег Іванович (ВО «Свобода»)
- ОВО № 153 Вознюк Юрій Володимирович («Народний фронт»)
- ОВО № 154 Дехтярчук Олександр Володимирович («Блок Петра Порошенка»)
- ОВО № 155 Яніцький Василь Петрович («Блок Петра Порошенка»)
- ОВО № 156 Євтушок Сергій Миколайович (ВО «Батьківщина»)

Сумська область
- ОВО № 157 Медуниця Олег Вячеславович («Народний фронт»)
- ОВО № 158 Сугоняко Олександр Леонідович («Блок Петра Порошенка»)
- ОВО № 159 Деркач Андрій Леонідович (самовисування)
- ОВО № 160 Молоток Ігор Федорович (самовисування)
- ОВО № 161 Лаврик Микола Іванович («Блок Петра Порошенка»)
- ОВО № 162 Бухарєв Владислав Вікторович (ВО «Батьківщина»)

Тернопільська область
- ОВО № 163 Пастух Тарас Тимофійович (самовисування)
- ОВО № 164 Головко Михайло Йосифович (ВО «Свобода»)
- ОВО № 165 Юрик Тарас Зіновійович («Блок Петра Порошенка»)
- ОВО № 166 Люшняк Микола Володимирович («Блок Петра Порошенка»)
- ОВО № 167 Барна Олег Степанович («Блок Петра Порошенка»)

Харківська область
- ОВО № 168 Писаренко Валерій Володимирович (самовисування)
- ОВО № 169 Кірш Олександр Вікторович («Народний фронт»)
- ОВО № 170 Святаш Дмитро Володимирович (самовисування)
- ОВО № 171 Хомутиннік Віталій Юрійович (самовисування)
- ОВО № 172 Мисик Володимир Юрійович (самовисування)
- ОВО № 173 Денисенко Анатолій Петрович (самовисування)
- ОВО № 174 Фельдман Олександр Борисович (самовисування)
- ОВО № 175 Кацуба Володимир Михайлович (самовисування)
- ОВО № 176 Шенцев Дмитро Олексійович (самовисування)
- ОВО № 177 Остапчук Віктор Миколайович (самовисування)
- ОВО № 178 Добкін Дмитро Маркович (самовисування)
- ОВО № 180 Біловол Олександр Миколайович (самовисування)
- ОВО № 181 Мураєв Євгеній Володимирович (самовисування)

Херсонська область
- ОВО № 182 Співаковський Олександр Володимирович («Блок Петра Порошенка»)
- ОВО № 183 Гордєєв Андрій Анатолійович («Блок Петра Порошенка»)
- ОВО № 184 Вінник Іван Юлійович («Блок Петра Порошенка»)
- ОВО № 185 Хлань Сергій Володимирович («Блок Петра Порошенка»)
- ОВО № 186 Негой Федір Федорович (самовисування)

Хмельницька область
- ОВО № 187 Мельник Сергій Іванович (самовисування)
- ОВО № 188 Лабазюк Сергій Петрович (самовисування)
- ОВО № 189 Шинькович Андрій Васильович (самовисування)
- ОВО № 190 Мацола Роман Миколайович («Блок Петра Порошенка»)
- ОВО № 191 Бондар Віктор Васильович (самовисування)
- ОВО № 192 Герега Олександр Володимирович (самовисування)
- ОВО № 193 Мельниченко Володимир Володимирович (самовисування)

Черкаська область
- ОВО № 194 Петренко Олег Миколайович («Блок Петра Порошенка»)
- ОВО № 195 Зубик Володимир Володимирович (самовисування)
- ОВО № 196 Бобов Геннадій Борисович (самовисування)
- ОВО № 197 Голуб Владислав Володимирович («Блок Петра Порошенка»)
- ОВО № 198 Рудик Сергій Ярославович (самовисування)
- ОВО № 199 Ничипоренко Валентин Миколайович (самовисування)
- ОВО № 200 Яценко Антон Володимирович (самовисування)

Чернівецька область
- ОВО № 201 Федорук Микола Трохимович («Народний фронт»)
- ОВО № 202 Рибак Іван Петрович («Блок Петра Порошенка»)
- ОВО № 203 Тіміш Григорій Іванович («Блок Петра Порошенка»)
- ОВО № 204 Бурбак Максим Юрійович («Народний фронт»)

Чернігівська область
- ОВО № 205 Куліч Валерій Петрович («Блок Петра Порошенка»)
- ОВО № 206 Атрошенко Владислав Анатолійович («Блок Петра Порошенка»)
- ОВО № 207 Євлахов Анатолій Сергійович («Блок Петра Порошенка»)
- ОВО № 208 Давиденко Валерій Миколайович (ВАО «ЗАСТУП»)
- ОВО № 209 Кодола Олександр Михайлович («Народний фронт»)
- ОВО № 210 Дмитренко Олег Миколайович («Блок Петра Порошенка»)

місто Київ
- ОВО № 211 Рибчинський Євген Юрійович («Блок Петра Порошенка»)
- ОВО № 212 Сташук Віталій Филимонович («Народний фронт»)
- ОВО № 213 Береза Борислав Юхимович (самовисування)
- ОВО № 214 Чумак Віктор Васильович («Блок Петра Порошенка»)
- ОВО № 215 Іллєнко Андрій Юрійович (ВО «Свобода»)
- ОВО № 216 Супруненко Олександр Іванович (самовисування)
- ОВО № 217 Білецький Андрій Євгенійович (самовисування)
- ОВО № 218 Ар'єв Володимир Ігорович («Блок Петра Порошенка»)
- ОВО № 219 Третьяков Олександр Юрійович («Блок Петра Порошенка»)
- ОВО № 220 Константіновський Вячеслав Леонідович («Народний фронт»)
- ОВО № 221 Ємець Леонід Олександрович («Народний фронт»)
- ОВО № 222 Андрієвський Дмитро Йосипович («Блок Петра Порошенка»)
- ОВО № 223 Левченко Юрій Володимирович (ВО «Свобода»)

## Карти

### Результати за областями
|                                             |  |                                                     |  |                                                   |  |
| ↑ Народний фронт (22.14%)                   |  | ↑ Блок Петра Порошенка (21.82%)                     |  | ↑ Самопоміч (10.97%)                              |  |
|                                             |  |                                                     |  |                                                   |  |
| ↑ Опозиційний блок (9.43%)                  |  | ↑ Радикальна партія (7.44%)                         |  | ↑ ВО Батьківщина (5.68%)                          |  |
|                                             |  |                                                     |  |                                                   |  |
| ↑ ВО Свобода (4.71%)                        |  | ↑ КПУ (3.88%)                                       |  | ↑ Сильна Україна (3.11%)                          |  |
|                                             |  |                                                     |  |                                                   |  |
| ↑ Громадянська позиція (3.10%)              |  | ↑ Всеукраїнське аграрне об'єднання «Заступ» (2.65%) |  | ↑ Правий сектор (1.80%)                           |  |
|                                             |  |                                                     |  |                                                   |  |
| ↑ Солідарність жінок України (0.66%)        |  | ↑ 5.10 (0.42%)                                      |  | ↑ Інтернет партія України (0.36%)                 |  |
|                                             |  |                                                     |  |                                                   |  |
| ↑ Партія зелених України (0.25%)            |  | ↑ Українська партія «Зелена планета» (0.23%)        |  | ↑ Партія «Відродження» (0.19%)                    |  |
|                                             |  |                                                     |  |                                                   |  |
| ↑ Єдина Країна (0.17%)                      |  | ↑ Україна — єдина країна (0.12%)                    |  | ↑ Нова політика (0.12%)                           |  |
|                                             |  |                                                     |  |                                                   |  |
| ↑ Сила людей (0.11%)                        |  | ↑ Україна майбутнього (0.08%)                       |  | ↑ Сила і честь (0.08%)                            |  |
|                                             |  |                                                     |  |                                                   |  |
| ↑ Громадянський рух України (0.08%)         |  | ↑ Блок лівих сил України (0.07%)                    |  | ↑ Національна Демократична партія України (0.07%) |  |
|                                             |  |                                                     |  |                                                   |  |
| ↑ Конгрес українських націоналістів (0.05%) |  | ↑ Ліберальна партія України (0.05%)                 |  |                                                   |  |

### Результати за округами
|                           |  |                        |  |
| ↑ Опозиційний блок (9.4%) |  | ↑ Правий сектор (1.8%) |  |

## «Проукраїнські» та «проросійські» партії
До «проукраїнських» або «проєвропейських» партій відносять такі партії, як: «Народний фронт», Блок Петра Порошенка, «Самопоміч», Радикальна партія Олега Ляшка, «Батьківщина», «Свобода», «Громадянська позиція» та «Правий сектор». Члени більшості цих партій підтримують унітарний устрій України та виступають за вступ до ЄС та НАТО[неавторитетне джерело].
До «проросійських» партій у 2014 році відносили такі партії, як «Опозиційний блок», КПУ та «Сильна Україна». Члени цих партій вимагають федералізації України й та надання російській мові статусу другої державної мови в Україні. Підтримують вступ до Митного союзу[неавторитетне джерело].
За підсумками парламентських виборів України 2014 року, 77,66% виборців проголосували за «проукраїнські» партії, а 16,42% — за «проросійські партії». Лише в Донецькій та в Луганській областях (в територіях, які знаходяться під контролем України), більшість виборців проголосували за «проросійські» партії, в Харківській області — відносна більшість виборців підтримали «проукраїнські» партії, а в решта областях України абсолютна більшість виборців підтримала «проукраїнські» партії.
Поділ в областях України на «проукраїнські» та «проросійські» партії:
| Область/АР                | «проукраїнські» | «проросійські» |
| ------------------------- | --------------- | -------------- |
| Автономна Республіка Крим | -               | -              |
| Вінницька область         | 88,08           | 05,18          |
| Волинська область         | 89,83           | 04,09          |
| Дніпропетровська область  | 60.61           | 33.37          |
| Донецька область          | 37,60           | 57,45          |
| Житомирська область       | 84,09           | 08,78          |
| Закарпатська область      | 82,60           | 06,98          |
| Запорізька область        | 53,39           | 39,08          |
| Івано-Франківська область | 94,76           | 01,37          |
| Київська область          | 89,57           | 05,83          |
| Кіровоградська область    | 81,53           | 12,34          |
| Луганська область         | 36,56           | 57,24          |
| Львівська область         | 95,83           | 01,63          |
| Миколаївська область      | 61,35           | 31,89          |
| Одеська область           | 52,21           | 38,37          |
| Полтавська область        | 81,83           | 11,99          |
| Рівненська область        | 90,28           | 04,58          |
| Сумська область           | 81,56           | 11,70          |
| Тернопільська область     | 94,86           | 01,44          |
| Харківська область        | 47,34           | 45,24          |
| Херсонська область        | 67,82           | 25,44          |
| Хмельницька область       | 87,77           | 05,35          |
| Черкаська область         | 87,61           | 06,58          |
| Чернівецька область       | 87,02           | 07,15          |
| Чернігівська область      | 80,91           | 09,84          |
| м. Київ                   | 87,54           | 08,36          |
| м. Севастополь            | -               | -              |
| Україна                   | 77,66           | 16,42          |

|                                                                               |  |
| ↑ Голосування за умовно «проукраїнські» або «проросійські» партії за округами |  |

## Паралельний підрахунок голосів
У день виборів, громадянська мережа ОПОРА, недержавна організація що спеціалізується на моніторингу виборів в Україні, організувала паралельний підрахунок голосів на останові статистичної вибірки дільниць, з яких спостерігачі отримали репрезентативний результат виборів за списками політичних партій (в єдиному загальнодержавному багатомандатному виборчому окрузі). Дослідження здійснювали 1 477 спеціально навчених спостерігачів. Активісти відслідковували весь процес голосування, процедуру підрахунку та фіксували фактичні дані з протоколів, результатам яких довіряли. Дільниці обиралися за соціологічною вибіркою. Підсумкові дані були отримані на основі 1 473 із 1 477 дільниць, які потрапили до вибірки (99.7%, 791 384 голосів).
Найбільш помітними відмінностями результатів паралельного підрахунку голосів ОПОРИ від усіх екзит-полів було наступне: ВО «Свобода» не долала п'ятивідсотковий прохідний бар'єр до парламенту, лідером гонки був Народний фронт з невеликим відривом від БПП, помітно більше набрали голосів Опозиційний блок і Сильна Україна, й помітно менше — Самопоміч.
| Паралельний підрахунок голосів | Народний фронт | БПП      | «Самопоміч» | Опозиційний блок | РПОЛ    | ВО Батьківщина | ВО Свобода | Громадянська позиція | КПУ | Сильна Україна | інші партії |
| ------------------------------ | -------------- | -------- | ----------- | ---------------- | ------- | -------------- | ---------- | -------------------- | --- | -------------- | ----------- |
| ГМ ОПОРА                       | 21,9±0,9       | 21,3±0,7 | 10,6±0,6    | 9,6±1,3          | 7,5±0,4 | 5,7±0,3        | 4,6±0,2    | 3,1±0,1              | _   | 3,1±0,3        | 12,6±0,7    |

## Екзит-поли
У день виборів 26 жовтня відбулося кілька екзит-полів, опитувань виборців на виході з виборчої дільниці:
- Національний екзит-пол (Центр Разумкова, Фонд «Демократичні ініціативи» імені Ілька Кучеріва та КМІС)
- Міжнародний Exit poll (Уряд Канади, Соціологічна група «Рейтинг», «Baltic Surveys», Міжнародний Республіканський Інститут (IRI))
- Україна. Парламентські вибори-2014 (Український інститут соц досліджень ім. Яременка і Центр «Соціальний моніторинг» на замовлення телеканалу «Інтер»)
- Всеукраїнський екзит-пол (УНН спільно з центром «Універсітас»)
- Телевізійний національний екзит-пол (Міжнародна дослідницька компанія TNS в Україні на замовлення телеканалу ICTV)

За даними всіх цих опитувань до ВРУ проходило 7 партій, а лідером гонки був Блок Петра Порошенка, що перемагав з невеликим відривом від Народного фронту.
Опитування виборців на виході з виборчих дільниць, %
Прохідний бар'єр становить 5%
| Екзит-пол | БПП  | Народний фронт | «Самопоміч» | Опозиційний блок | РПОЛ | ВО Свобода | ВО Батьківщина | Громадянська позиція | КПУ | Сильна Україна |
| --- | ---- | -------------- | ----------- | ---------------- | ---- | ---------- | -------------- | -------------------- | --- | -------------- |
| Національний екзит-пол (Демініціативи, КМІС, Центр Разумкова)                                                         | 23,0 | 21,3           | 13,2        | 7,6              | 6,4  | 6,3        | 5,6            | 3,5                  | 2,9 | 2,6            |
| Україна. Парламентські вибори-2014 (Центр «Соцмоніторинг» та Український інститут соціальних досліджень ім. Яременка) | 23,1 | 19,7           | 11          | 9,9              | 6,6  | 5,8        | 5,7            |                      |     |                |
| Міжнародний екзит-пол (Уряд Канади, Рейтинг, Baltic Surveys/The Gallup)                                               | 22,2 | 21,8           | 14,2        | 7,8              | 6,4  | 5,8        | 5,6            | 3,2                  | 2,9 | 2,7            |
| Савік Шустер студія екзит-пол (на замовлення студії Савіка Шустера)                                                   | 23,2 | 20,7           | 13          | 8                | 6,8  | 5,8        | 5,5            | 3,1                  | 2,9 | 2,8            |
| Телевізійний Національний Екзит-пол (TNS на замовлення телеканалів 1+1 і ICTV)                                        | 24,3 | 21,8           | 12,5        | 7,1              | 6,6  | 6,3        | 6              | 3                    | 2,6 | 2,4            |

## Цікаві факти
- Кандидатами у депутати на виборах зареєстровано 13 осіб із ім'ям Дарт Вейдер.[23]
- Зі 198 мажоритарних округів тільки у двох перемогли жінки.
- У 22-му окрузі (Волинська область) перемогу здобув представник «НАРОДНОГО ФРОНТУ» з перевагою у 28 голосів.[24]
- У 45-му окрузі (Донецька область) кандидату вистачило усього 1 454 голоси для перемоги[25]